# Berghaus Iseler

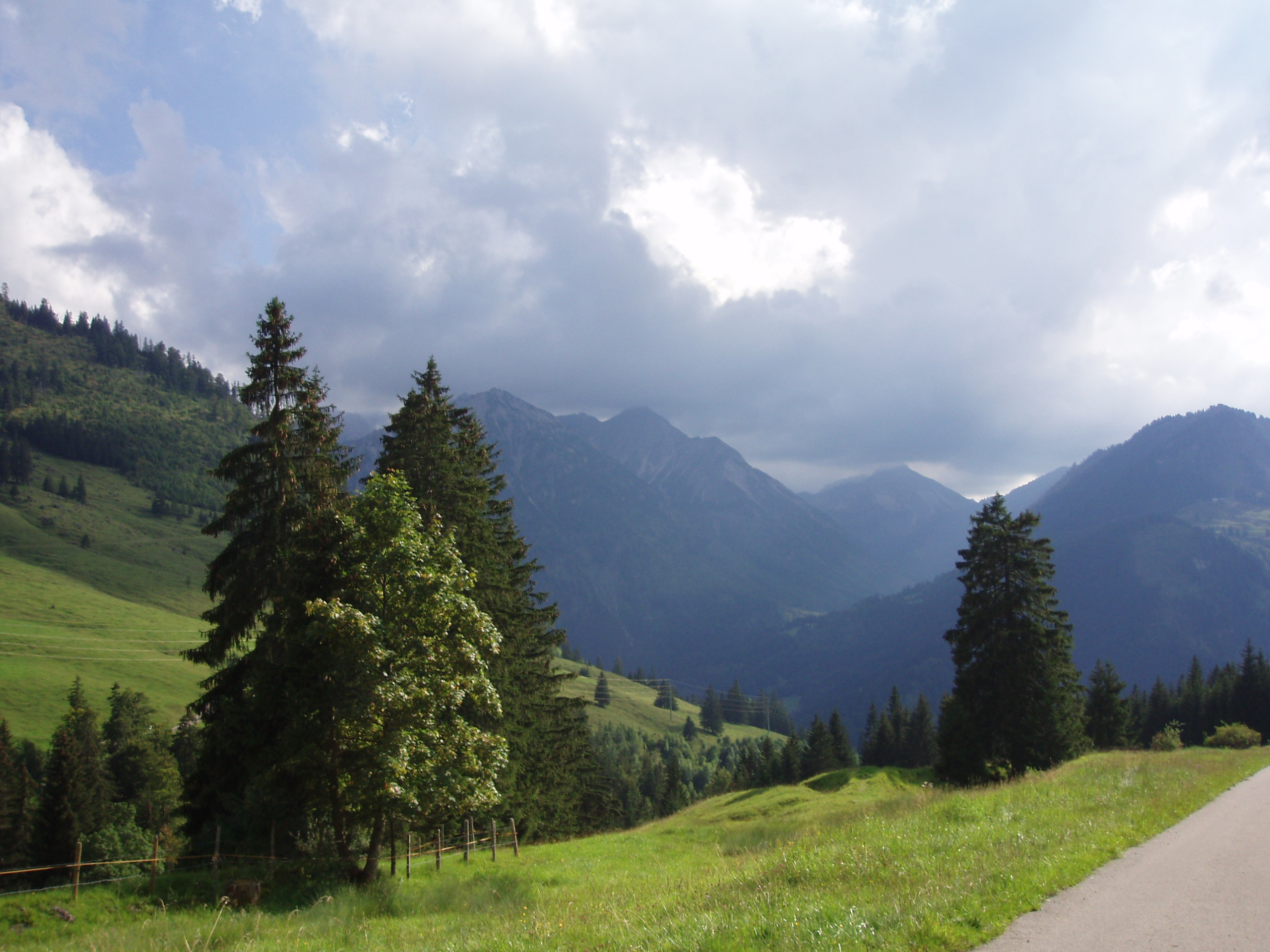
Die Bergwelt bei Oberjoch

Das Berghaus Iseler ist ein Gruppenhaus im Allgäu. 

## Lage
Das Berghaus Iseler liegt außerhalb des Dorfes Oberjoch, des höchstgelegenen Bergdorfs Deutschlands, am Westhang des Iselers auf etwa 1230 m Höhe über NN. 

## Geschichte
Das Berghaus Iseler wurde unter General Walter von Reichenau für eine Ulmer Nachrichteneinheit errichtet. Nach dem Zweiten Weltkrieg wurde es mit etwa 50 anderen Berghütten als Militärvermögen beschlagnahmt. Diese wurden dem Freistaat Bayern zugesprochen, der sie an die Landessportbünde verteilte. 
Das Berghaus Iseler gehörte bis Anfang der 1970er Jahre dem württembergischen Landessportbund. Als dieser wegen der Sanierung seines Hegele-Hauses in Oberjoch in Geldnöte geriet, kaufte die Universität Tübingen das Berghaus für 370.000 DM und glaubte, dieses für weniger als 200.000 DM renovieren zu können. Die Renovierung wurde aber trotz vieler ehrenamtlicher Dienstleistungen von Universitätsmitarbeitern mehr als zehnmal so teuer, so dass bis zum Bezug im Jahr 1976 insgesamt 2,2 Millionen DM aus Spendengeldern investiert werden mussten. Eine Tafel im Berghaus listet die Namen der Geldgeber auf.
Das Haus ist in dem für das Allgäu typischen bäuerlichen Stil eingerichtet. Die Zimmer sind einfach, aber zweckmäßig und gemütlich ausgestattet. Der frühere Großschlafraum im Dachgeschoss wurde im Herbst 2001 zu Mehrbettzimmern umgebaut.

## Verkauf
Die Universität Tübingen plante wegen anstehender Sanierungskosten von 1,3 Millionen Euro den Verkauf ihres Gästehauses. Zwischen 2000 und 2012 wurden durch eine schwache Auslastung des Gästehauses von nur 32 %  Zuschüsse von insgesamt 390.000 Euro erforderlich.
Trotz vehementer Proteste von Professoren und Alumni, die bei einer Petition mehr als 2000 Gegner gegen den Verkauf fanden, wurde das Haus im Februar 2014 an die Eigentümer des benachbarten Hotels Mathlihüs verkauft.